# Heinrich Theodor Wehle
Heinrich Theodor Wehle (obersorbisch Hendrich Božidar Wjela, in Russland bekannt als Генрих Теодор Веле, wiss. Transliteration Genrich Teodor Vele; * 7. März 1778 in Förstgen, Oberlausitz; † 1. Januar 1805 in Bautzen) war ein deutsch-sorbischer Landschaftsmaler, Zeichner und Radierer. Er gilt trotz seiner kurzen Schaffenszeit als einer der bedeutendsten Landschaftsmaler seiner Zeit.

## Leben

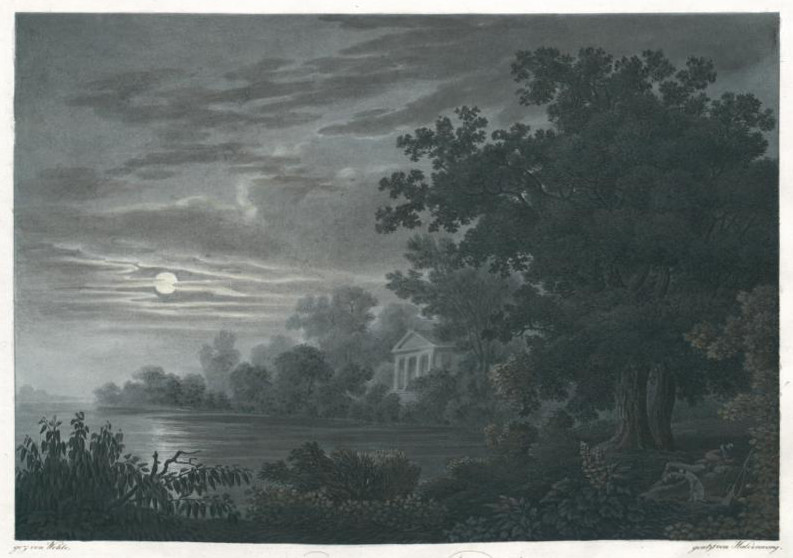
Sieglitzer Berg am Ufer der Elbe, Aquatinta, koloriert, 1800.

Wehle wurde am 7. März 1778 in Förstgen als jüngster Sohn des dortigen sorbischen Pfarrers Johann Wehle geboren. Seine Mutter Rahel Dorothea Wehle war die Tochter des Görlitzer Advokaten und Kämmereiverwalters Heinrich Gottlob Rieschke. Die Familie siedelte 1782 ins fünf Kilometer entfernte Kreba über, nachdem Johann Wehle die dortige Pfarre übernommen hatte. Seit seiner Kindheit wurde Heinrich Theodor Wehle durch die Oberlausitzer Heide- und Teichlandschaft geprägt, die er in einigen seiner frühen Werke darstellte.
Seine erste Ausbildung erhielt Wehle um das Jahr 1790 an der Görlitzer Zeichenschule und im Gymnasium beim Landschaftsmaler Christoph Nathe (1753–1806). Anschließend besuchte er 1793 die Kunstakademie Dresden, wo er bei Giovanni Battista Casanova die Historien- und bei Johann Christian Klengel die Landschaftsmalerei studierte. Schon dort wurde er als guter Landschaftsmaler bekannt und deshalb im Jahr 1799 als Zeichner an die Chalkographische Gesellschaft zu Dessau berufen. Hier glaubte man, im genialen Wehle „einen Claude Lorrain der Landschaftskunst“ zu haben.

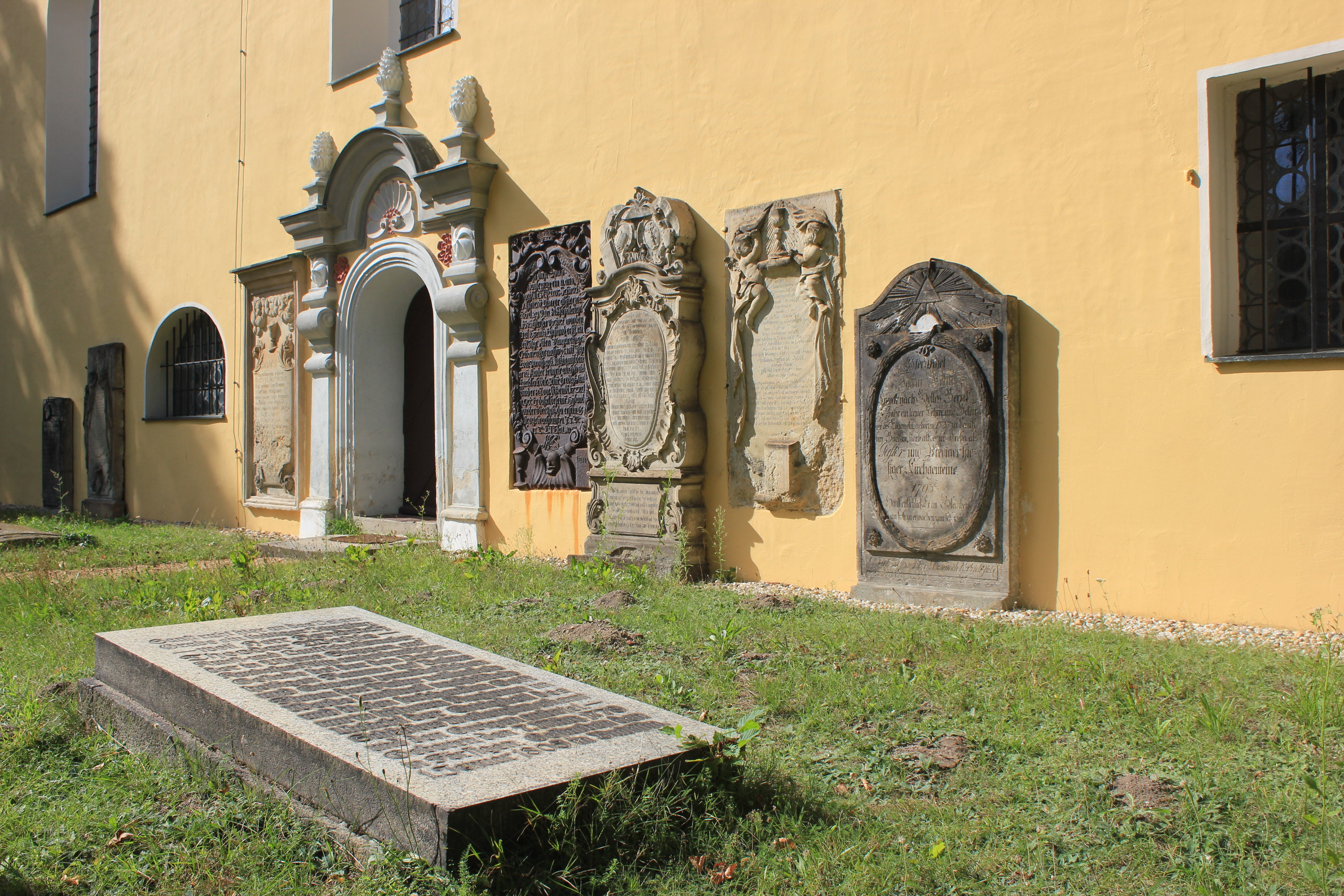
Grab von Wehle an der Kirche in Kreba; im Hintergrund rechts der Grabstein seines Vaters

Da Wehle begeisterter Reiter war, verkaufte er in Dessau seine Zeichnungen für nur wenige Taler, um Geld für den Pferdeverleiher zu haben. Im Jahr 1801 kam er auf Einladung des neuen Zaren Alexander I. nach Russland zu Marie-Gabriel-Florent-Auguste de Choiseul-Gouffier an die Russische Kunstakademie. Schon bald beauftragte man ihn, mit dem Naturwissenschaftler Graf Apollos Mussin-Puschkin (1760–1805) die russischen Regionen Asiens zu bereisen und die exotischen Landschaften zeichnerisch zu dokumentieren. Sie kamen im Februar 1802 in Georgien und im Kaukasus an. Sie reisten weiter nach Persien.
Den Anstrengungen der Reise war Wehle allerdings körperlich nicht gewachsen, weshalb er sich zum Abbruch der Reise entschließen musste und nach Deutschland zurückkehrte. Noch auf der Rückreise verstarb er in Bautzen am Neujahrstag 1805 im Alter von nur 26 Jahren. Er wurde auf dem Friedhof seines Heimatortes Kreba neben dem Grab seines Vaters beigesetzt. Dort wurde am 7. März 1978 anlässlich seines 200. Geburtstags eine Gedenktafel am Pfarrhaus enthüllt.
Schon zu seinen Lebzeiten bezeichneten manche Wehle als Genie, zu dessen Ruhm auch Johann Wolfgang von Goethe beitrug. Heute vergleicht ihn mancher gern mit Caspar David Friedrich.
Seine seltenen Handzeichnungen befinden sich heute im Museum Bautzen, im Sorbischen Museum Bautzen, im Kulturhistorischen Museum Görlitz, in der Hamburger Kunsthalle und in der Albertina Wien.

## Werke (Auswahl)
- Ideen, gezeichnet von Wehle, in Aquatinta gearbeitet von Christian Haldenwang, Verlag Tauchnitz, Leipzig 1800
- Ideen aus dem Gebiete der schönen Künste für Freunde und Vertraute der Natur, Verlag Tauchnitz, Leipzig 1804

## Ehrungen
- In Bautzen gibt es die Heinrich-Theodor-Wehle-Straße.